# Lisa Arbos
Pour les articles homonymes, voir Arbos (homonymie).
Lisa Arbos, née le 22 novembre 1996 à Béziers (Hérault), est une joueuse internationale française de volley-ball évoluant au poste de réceptionneuse-attaquante.
Joueuse professionnelle depuis 2017 et son arrivée au club de Istres OPV, elle mesure 1,80 m et joue pour l'équipe de France depuis 2021.

## Biographie

### Jeunesse et formation
Lisa Arbos est originaire de Saint-Nazaire-de-Ladarez, petit village dans le Biterrois. Elle commence la pratique du volley-ball à l’âge de 13 ans au club de Béziers, après avoir fait cinq ans d’athlétisme, consciente de ses qualités physiques mais sans aucune notion sur ce qu’est ce sport. Les trois premières années, elle joue en catégorie jeunes puis le club lui propose de faire partie du centre de formation qu’il vient de créer. Elle y reste cinq années, correspondantes notamment à sa vie de lycéenne où elle doit jongler entre les cours, l’entraînement et les devoirs. En 2015 et 2016, elle remporte le championnat de France junior puis est finaliste de la Coupe de France 2017 avec l'équipe première. Au cours de cette dernière année, elle découvre également le Championnat de France de Ligue A, que le Béziers Volley termine à la 3e place,.

### Carrière en club
En 2017, elle décide de quitter son club formateur et rejoint l’équipe d’Istres qui évolue en Championnat Élite (2e division nationale) où la Joueuse y signe professionnelle. Elle ponctue sa deuxième et dernière saison dans les Bouches-du-Rhône d'une place de dauphin en Ligue B. Au cours de l'exercice 2019-2020, elle joue en Ligue A avec le club de Mougins. En 2020, elle s'engage pour une saison avec Las Palmas et devient la première joueuse étrangère de l’histoire du club espagnol, représentant une nouveauté pour celui-ci qui jusqu’alors ne recrutait que des joueuses du pays. Elle déclare à son arrivée : « Après ma signature je suis très satisfaite et excitée, heureuse de signer aux Canaries pour ma première expérience à l’étranger et en particulier dans un pays comme l’Espagne, dont mes grands-parents sont descendants ». Au cours de son année, elle vit une saison riche en émotions où elle est notamment finaliste de la Coupe de la Reine et remporte le championnat,,. En 2021, elle décide de revenir dans le championnat français et signe à Saint-Raphaël,.

### En sélection nationale
En mai 2021, elle débute en équipe de France A, lors de la campagne qualificative pour le Championnat d'Europe 2021. Trois mois plus tard, elle figure dans la liste des 14 joueuses appelées  par le sélectionneur Émile Rousseaux pour l'Euro 2021 où elle vit à 24 ans sa première expérience d'une grande compétition internationale. Au cours du tournoi, la sélection réalise l'exploit d'atteindre les quarts de finale, constituant une première depuis 2013.

## Clubs
- Istres OPV (2017–2019)
- Mo Mougins (2019–2020)
- CV Las Palmas (2020–2021)
- Saint-Raphaël Var (2021–2022)
- RR Vilsbiburg (2022–2023)
- VC Marcq-en-Barœul (2023–)

## Palmarès

### En sélection nationale
Néant

### En club
en France
- Coupe de France :
  - Finaliste en 2017.

- Championnat de France Élite :
  - Finaliste en 2019.

- Coupe de France amateur :
  - Finaliste en 2019.

en Espagne
- Championnat d'Espagne (1) :
  - Vainqueur en 2021.

- Coupe d'Espagne :
  - Finaliste en 2021.